# Ravine Mouton
Die Ravine Mouton ist ein kurzer Bach an der Ostküste von Dominica im Parish Saint David.

## Geographie
Die Ravine Mouton entspringt an einem Ausläufer des Morne Jaune (Morne aux Fregates) und fließt in kurzem steilem Lauf nach Osten und mündet in der Roslie Bay über die Steilküste in den Atlantik.
Benachbarte Bäche sind Ravine Ma Robert im Norden und Mahaut River im Süden.